# Гулдинг, Эдмунд
Эдмунд Гулдинг (англ. Edmund Goulding; 20 марта 1891, Feltham, Большой Лондон — 24 декабря 1959, медицинский центр Седарс-Синай, Калифорния) — британский кинорежиссёр и сценарист, в 1920-50-е годы работавший в Голливуде.
По мнению кинокритика Мэтью Кеннеди, «Гулдинг был одним из самых одарённых и эксцентричных персонажей Золотой эры Голливуда. Он был певцом, актёром, композитором, сценаристом и романистом, но прежде всего он проявил себя как режиссёр». Turner Classic Movies указывает, что «хотя его фильмам, наверное, не хватало индивидуальности, Гулдинг отличался искусной работой с актёрами». Кеннеди отмечает, что «режиссёрский стиль Гулдинга выделяется живостью темпа и способностью добиться от актёров искреннего выражения эмоций… Он мастерски работал в различных жанрах — комедии, мелодраме, мюзикле, нуаре и военном фильме — и прекрасно приспосабливался к сотрудникам и условиям на каждой из киностудий, где он работал».
Кеннеди пишет: "Романтическая натура Гулдинга и его сексуальная тяга к мужчинам вызывала к нему дружескую симпатию со стороны актрис, и некоторое время подобно Джорджу Кьюкору он считался «женским режиссёром». «Один из любимых режиссёров голливудских звёзд-женщин, он работал с Гретой Гарбо, Джоан Кроуфорд, Нормой Ширер, Джоан Фонтейн, Энн Хардинг, Мерл Оберон, Джинджер Роджерс и Дороти МакГуайр».
«Более всего Гулдинга помнят по его шикарному фильму „Гранд-отель“ (1932) со звездным актёрским составом», включавшим Грету Гарбо и Джоан Кроуфорд. Особенно плодотворно Гулдинг работал с Бетт Дейвис, сняв её в фильмах «Та самая женщина» (1937), «Победить темноту» (1939), «Старая дева» (1939) и «Великая ложь» (1941). Гулдинга также знают как постановщика таких «литературных драм», как «Любовь» (1927) с Гарбо и «Остриё бритвы» (1946) с Джин Тирни и Тайроном Пауэром, классического фильма нуар «Аллея кошмаров» (1947) с Тайроном Пауэром и Джоан Блонделл и экшн-драмы «Утренний патруль» (1938).

## Биография
Эдмунд Гулдинг родился 20 марта 1891 года в Фелтэме, Миддлсекс (ныне — Лондон) в семье мясника. С детства Гулдинг играл в любительских театральных постановках, а с 1909 года начал выходить на сцену в спектаклях Вест-Энда, среди них «Джентльмены, король» (1909), «Алиса в стране чудес» (1909) и наделавшая шуму постановка пьесы Оскара Уайлда «Портрет Дориана Грэя» (1913). К тому времени, когда он отправился служить на Первую мировую войну, Гулдинг уже добился определённого успеха как актёр, драматург и режиссёр. После освобождения от службы по инвалидности, в 1915 году Гулдинг уехал в Америку, где дебютировал на нью-йоркской театральной сцене. Затем Гулдинг вновь вернулся в британскую армию, где прослужил до окончания войны.

## Работа в кино
После окончания Первой мировой войны Гулдинг эмигрировал в США, рассчитывая стать певцом. «Будучи человеком, богатым на идеи, Гулдинг обладал способностью очень быстро сочинять сценарии немых фильмов». Его таланты писателя и сценариста стали пользоваться большим спросом у продюсеров студии «Парамаунт», и в конце концов Гулдингу пришлось расстаться со своими певческими амбициями. Он писал сценарии для некоторых ранних кинозвёзд, добившись наибольшего успеха как соавтор сценария немого шедевра 1921 года, сельской драмы «Молодчина Дэвид» Генри Кинга. В 1922 году Гулдинг написал приключенческий роман «Ярость», по которому Кинг в 1923 году поставил одноимённый фильм.
В 1925 году в качестве сценариста и режиссёра Гулдинга наняла студия «Метро-Голдвин-Майер». Там он «быстро создал себе репутацию человека, способного создавать сделанные со вкусом, умные драмы и салонные комедии». В 1925 году Гулдинг снял Джоан Кроуфорд в её первой значимой роли в комедии «Салли, Ирэн и Мэри» (1925), а затем Грету Гарбо в имевшем ошеломительный успех хите «Любовь» (1927) по мотивам романа Льва Толстого «Анна Каренина». В 1929 году он написал сценарий первого полностью звукового фильма-мюзикла «Бродвейская мелодия» (1929), который также стал первым звуковым фильмом, удостоенным Оскара как лучший фильм. Затем Гулдинг снял Глорию Свенсон в её первом звуковом фильме, мелодраме «Правонарушительница» (1929), а также Нэнси Кэрролл в мелодраме «Праздник дьявола» (1930). Обе актрисы за работу в этих фильмах были удостоены номинаций на Оскар.
«Фильмы Гулдинга были типичным примером элегантности и изящества, с которыми идентифицировалась студия „Эм-Джи-Эм“, лучшим примером чего стала ансамблевая драма „Гранд-отель“ (1932)», его «величайший триумф в качестве режиссёра», завоевавший в 1932 году Оскар как лучший фильм. Последующие работы на «Эм-Джи-Эм» включали комедию «Блонди из варьете» (1932) с Мэрион Дэвис и Робертом Монтгомери, и поставленную по его сценарию мелодраму «Быстрина» (1934) с Нормой Ширер.
С 1936 по 1946 год Гулдинг работал почти исключительно на «Уорнер бразерс», где чаще других ставил фильмы с участием Бетт Дейвис, однако «судя по их разрекламированным ссорам на съёмочной площадке они не особенно любили друг друга». В общей сложности он поставил «четыре выдающиеся мелодрамы с Бетт Дейвис» — «Та самая женщина» (1937), «Победить темноту» (1939), «Старая дева» (1939) и «Великая ложь» (1941).
На «Уорнер бразерс» Гулдинг поставил некоторые другие из своих лучших фильмов, в частности, драму о лётчиках времён Первой мировой войны «Утренний патруль» (1938) с Эрролом Флинном и Бэзилом Ратбоуном и мелодраму «Белые знамёна» (1938) с Клодом Рейнсом и Фэй Бэйнтер (за эту работу актриса была номинирована на Оскар), а также криминальную мелодраму «Мы не одни» (1939) с Полом Муни и мелодраму «До новой встречи» (1940) с Мерл Оберон. Музыкальная мелодрама «Верная нимфа» (1943) с Джоан Фонтейн, комедия «Клавдия» (1943) с Дороти МакГуайр и драма по Моэму «Бремя страстей человеческих» (1946) с Элинор Паркер «стали дальнейшими свидетельствами искусной работы Гулдинга с актрисами».
После Второй мировой войны Гулдинг стал работать на студии «Двадцатый век Фокс», где «снял два отличных фильма на совершенно разные темы: драму „Остриё бритвы“ (1946) по роману Сомерсета Моэма и нуаровый триллер „Аллея кошмаров“ (1947), в обоих фильмах Тайрон Пауэр сыграл свои лучшие роли». «Один из самых известных фильмов Гулдинга, „Аллея кошмаров“, был, наверное, самым нетипичным для его творчества, это была мрачная драма алчности и разложения в высших и низших эшелонах общества, где действуют медиум-мошенник и коварная женщина-психиатр».
«После этого результаты работы Гулдинга были неровными». Наиболее заметными его картинами стали комедия «Все это делают» (1949), криминальная комедия «Мистер 880» (1950) с Бертом Ланкастером, и романтическая ансамблевая комедия «Мы не женаты!» (1952) с Мерилин Монро и Джинджер Роджерс. Одной из заметных поздних режиссёрских работ Гулдинга стала драма об отношениях матери и дочери «Мятежный подросток» (1956) с Джинджер Роджерс в главной роли. Его последним фильмом стал «Марди Грас» (1958), «не заслуживающий внимания мюзикл с Пэт Бун в главной роли. К тому времени Гулдинг был уже старым, уставшим и сильно пьющим».

## Личная жизнь
Как пишет Мэтью Кеннеди, «Гулдинг был бисексуален, со склонностью к беспорядочным половым связям и вуайеризму… Он был известен своими сексуальными вечеринками и „кастингом на диване“». Однако наряду с этим «существуют свидетельства его верности друзьям, благородного отношения к семье, джентльменского поведения на съёмочной площадке и исключительной способности добиваться максимума от актёров». У Гулдинга никогда не было продолжительных романов. Его брак с танцовщицей Марджори Мосс в 1931-35 годах закончился быстро из-за её преждевременной смерти от туберкулёза. «Он поддерживал непродолжительные любовные романы с молодыми мужчинами и женщинами на протяжении своей жизни, но ни один из них не перерастал в долгосрочные отношения».
Эдмунд Гулдинг умер 24 декабря 1959 года в Лос-Анджелесе, Калифорния, во время операции на сердце.

## Признание
За работу в фильмах Гулдинга 9 актёров и актрис были удостоены номинаций на Оскар:
| Год  | Актёр/актриса  | Фильм               | Категория                    | Награда/Номинация |
| ---- | -------------- | ------------------- | ---------------------------- | ----------------- |
| 1929 | Глория Свенсон | Правонарушительница | Лучшая актриса               | Номинация         |
| 1930 | Нэнси Кэрролл  | Праздник дьявола    | Лучшая актриса               | Номинация         |
| 1938 | Фэй Бэйнтер    | Белые знамёна       | Лучшая актриса               | Номинация         |
| 1939 | Бетт Дейвис    | Победить темноту    | Лучшая актриса               | Номинация         |
| 1941 | Мэри Астор     | Великая ложь        | Лучшая актриса второго плана | Награда           |
| 1943 | Джоан Фонтейн  | Верная нимфа        | Лучшая актриса               | Номинация         |
| 1946 | Энн Бакстер    | Остриё бритвы       | Лучшая актриса второго плана | Награда           |
| 1946 | Клифтон Уэбб   | Остриё бритвы       | Лучший актёр второго плана   | Номинация         |
| 1950 | Эдмунд Гвенн   | Мистер 880          | Лучший актёр второго плана   | Номинация         |

## Фильмография
- 1925 — Салли, Ирен и Мэри / Sally, Irene and Mary
- 1925 — Восход солнца / Sun-Up
- 1926 — Париж / Paris
- 1927 — Любовь / Love
- 1927 — Женщины любят алмазы / Women Love Diamonds
- 1928 — Один молодой человек / A Certain Young Man
- 1929 — Правонарушительница / The Trespasser
- 1929 — Королева Келли / Queen Kelly
- 1930 — Дотянуться до Луны / Reaching for the Moon
- 1930 — Ангелы ада / Hell’s Angels
- 1930 — Праздник дьявола / The Devil’s Holiday
- 1930 — Армейский парад / Paramount on Parade
- 1931 — Ночной ангел / Night Angel
- 1932 — Блонди из варьете / Blondie of the Follies
- 1932 — Гранд-отель / Grand Hotel
- 1934 — Голливудская вечеринка / Hollywood Party
- 1934 — Быстрина / Riptide
- 1935 — Вечер в опере / A Night at the Opera
- 1935 — Пламя внутри / The Flame Within
- 1937 — Та самая женщина / That Certain Woman
- 1938 — Утренний патруль / The Dawn Patrol
- 1938 — Белые знамёна / White Banners
- 1939 — Мы не одни / We Are Not Alone
- 1939 — Старая дева / The Old Maid
- 1939 — Победить темноту / Dark Victory
- 1940 — До новой встречи / 'Til We Meet Again
- 1941 — Великая ложь / The Great Lie
- 1943 — Верная нимфа / The Constant Nymph
- 1943 — Клавдия / Claudia
- 1943 — Вечность и один день / Forever and a Day
- 1946 — Остриё бритвы / The Razor’s Edge
- 1946 — Бремя страстей человеческих / Of Human Bondage
- 1947 — Аллея кошмаров / Nightmare Alley
- 1947 — Скандальная мисс Пилгрим / The Shocking Miss Pilgrim
- 1949 — Все это делают / Everybody Does It
- 1950 — Мистер 880 / Mister 880
- 1952 — Мы не женаты! / We’re Not Married!
- 1953 — Там, среди укрывающих пальм / Down Among the Sheltering Palms
- 1956 — Мятежный подросток / Teenage Rebel
- 1958 — Марди Грас / Mardi Gras